# Mèo manul
Mèo manul hay mèo Pallas (tên khoa học Otocolobus manul) là một loài mèo hoang nhỏ có nguồn gốc từ đồng cỏ và cây bụi trên núi ở Kavkaz, Hindu Kush, một phần của dãy Himalaya, Cao nguyên Tây Tạng, Thiên Sơn và dãy núi Nam Siberia. Với bộ lông dài và rậm, nó thích nghi tốt với khí hậu lục địa lạnh giá ở khu vực ít mưa và trải qua nhiều nhiệt độ. Chiều dài đầu và thân của nó từ 46 đến 65 cm với đuôi dài 21 đến 31 cm. Tai của nó được đặt thấp ở hai bên đầu để có thể ló đầu quan sát qua chướng ngại vật mà không cần cụp tai và chỉ ló ra phần đầu nhỏ.

## Đặc điểm
Mèo manul có kích thước tương tự như mèo nhà, với thân có chiều dài từ 46 đến 65 cm và đuôi dài 21 đến 31 cm. Nó nặng 2,5 đến 4,5 kg. Lông có màu nâu vàng nhạt với những sọc dọc sẫm màu trên thân và hai chân trước. Bộ lông mùa đông xám hơn và ít hoa văn hơn so với bộ lông mùa hè. Có các vòng màu đen rõ ràng trên đuôi và các đốm sẫm màu trên trán. Má màu trắng với các sọc màu đen hẹp chạy từ khóe mắt. Cằm và cổ họng cũng màu trắng, hòa vào bộ lông mượt màu ánh xám của phần bụng. Các viền màu đen và trắng đồng tâm xung quanh hai mắt làm nổi bật hình dạng tròn của chúng. Các chân ngắn hơn cân xứng theo tỷ lệ so với những con mèo khác, tai nằm rất thấp và xòe rộng, và nó có móng vuốt ngắn bất thường. Khuôn mặt ngắn hơn so với những con mèo khác, tạo ra cho nó một bộ mặt dẹt. Các hàm ngắn hơn có ít răng hơn so với thông thường ở các loài mèo, với cặp răng tiền hàm đầu tiên của hàm trên bị thiếu.

## Phân bố và sinh cảnh

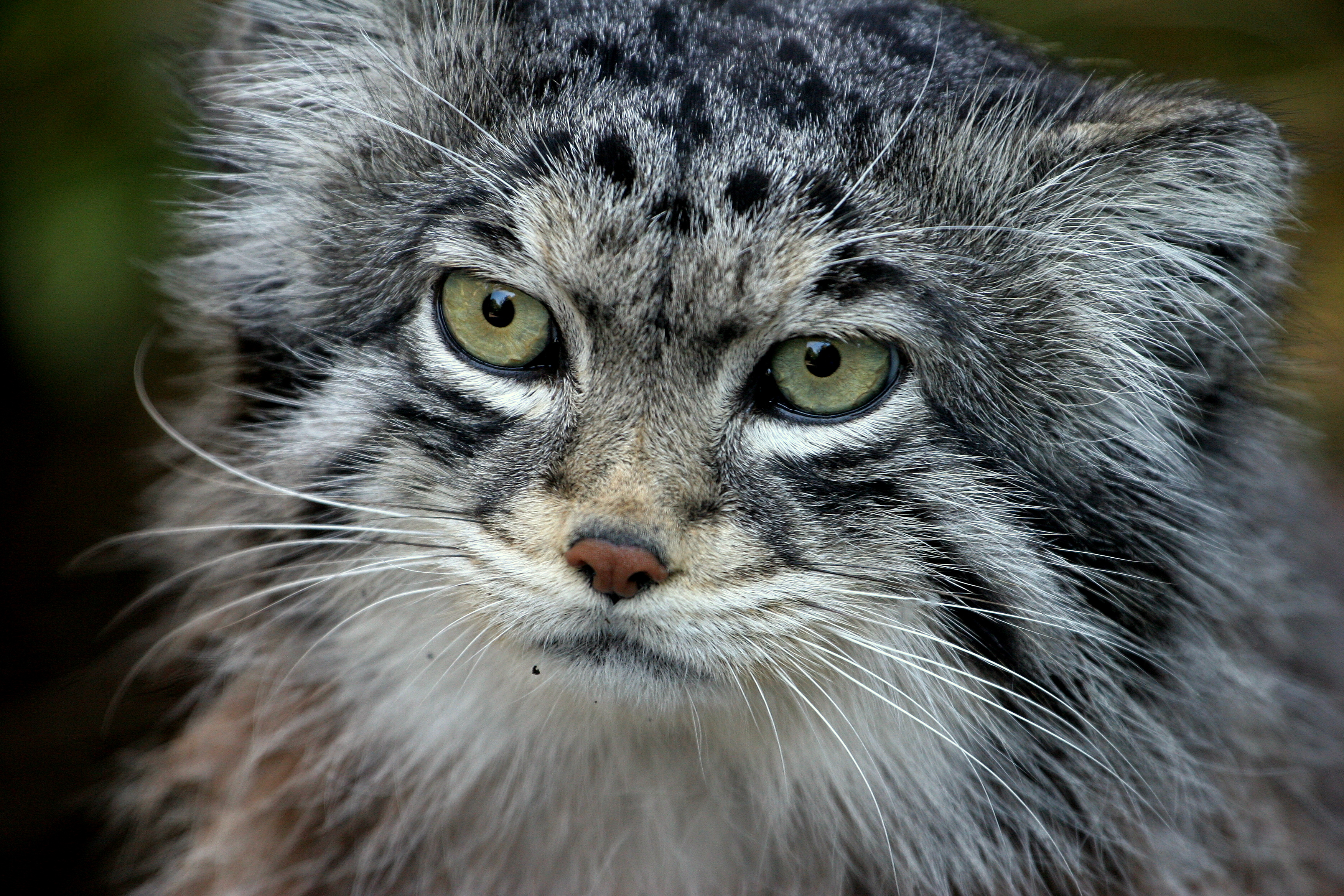
Mèo manul tại sở thú Edinburgh

Mèo manul là loài bản địa các vùng thảo nguyên Trung Á, ở độ cao lên đến 5.050 mét. Chúng được tìm thấy trong các khu vực Transkavkaz và Transbaikal của Nga, ít thấy hơn ở các nước cộng hòa Altai, Tyva, và Buryatia. Nó cũng sống ở Kyrgyzstan, Kazakhstan, Mông Cổ, Kashmir ở Ấn Độ và ở hầu khắp miền Tây Trung Quốc, đặc biệt là ở cao nguyên Tây Tạng. Năm 1997, lần đầu tiên có báo cáo là chúng có mặt ở phía đông dãy núi Sayan. Các quần thể trong khu vực biển Caspi, Afghanistan và Pakistan đang suy giảm và ngày càng bị cô lập. Năm 2008, một cá thể mèo manul lần đầu tiên đã được chụp ảnh bằng bẫy máy ảnh tại vườn quốc gia Khojir của Iran.

## Phân loài
Ba phân loài được công nhận:
- Otocolobus manul manul (Pallas, 1776) — sinh sống ở phía bắc của phạm vi phân bố: sông Jida, phía nam hồ Baikal, đông Siberia, Mông Cổ, miền tây Trung Quốc;
- Otocolobus manul nigripecta (Hodgson, 1842) — sinh sống ở Tây Tạng và Kashmir Ấn Độ;
- Otocolobus manul ferruginea (Ognev, 1928) — sinh sống ở tây nam của phạm vi phân bố: rặng núi Missanev, dãy núi Kopet-Dag, Transcapia, bắc Iran, tây nam Turkestan, Afghanistan, Baluchistan.